# Croton ypanemensis
Croton ypanemensis är en törelväxtart som beskrevs av Johannes Müller Argoviensis. Croton ypanemensis ingår i släktet Croton och familjen törelväxter. Inga underarter finns listade i Catalogue of Life.